# Жигулёвск (городской округ)
Жигулёвск — административно-территориальная единица (город областного значения), в рамках которой создано муниципальное образование городской округ Жигулёвск в Самарской области Российской Федерации.
Административный центр округа — город Жигулёвск.

## География
Расположен в северно-западной части Самарской области. Граничит с Ставропольским и Волжским районами Самарской области, с территорией города Тольятти.
До 2022 года вся территория городского округа Жигулёвск входила в национальный парк «Самарская лука».

## Население
| 2002    | 2008    | 2010    | 2011    | 2012    | 2013    | 2014    | 2015    | 2016    |
| ------- | ------- | ------- | ------- | ------- | ------- | ------- | ------- | ------- |
| 60 450  | ↗62 412 | ↘60 303 | ↘60 292 | ↗60 325 | ↘60 203 | ↘60 123 | ↘60 039 | ↘59 580 |
| 2017    | 2018    | 2019    | 2020    | 2021    | 2022    | 2023    | 2024    |         |
| ↘58 747 | ↘57 687 | ↘56 608 | ↘55 720 | ↘54 230 | ↘53 992 | ↘52 957 | ↘52 171 |         |

## Состав
Город областного значения и городской округ включает населённые пункты:
| № | Населённый пункт | Тип населённого пункта        | Население |
| - | ---------------- | ----------------------------- | --------- |
| 1 | Бахилова Поляна  | село                          | 138       |
| 2 | Богатырь         | село                          | ↘987      |
| 3 | Зольное          | село                          | ↘1614     |
| 4 | Жигулёвск        | город, административный центр | ↘48 564   |
| 5 | Солнечная Поляна | село                          | ↘1512     |
| 6 | Ширяево          | село                          | 487       |